# 2016年贊比亞大選
2016年贊比亞大選於8月11日舉行，選出新一屆總統和赞比亚国民议会議員。同時舉行對憲法修訂的公民投票。
贊比亞選舉委員會於2016年8月15日宣佈總統選舉最終結果，現任總統埃德加·倫古取得186萬多票，以50.35%得票率成功連任，而主要對手国家发展统一党參選人哈卡因德·希奇萊馬則取得176萬多票。